# نجيب القسوس
نجيب سليمان القُسوس (1926 - 1994) شاعر أردني. ولد في الكرك. حصل على الثانوية العامّة في 1943. عمل معلّمًا مدّة، ثمّ التحق بالقوّات المسلّحة وعمل فيها خمسة عشر عامًا. له دواوين ومؤلفات مطبوعة ومخطوطة.

## سيرته
ولد نجيب سليمان القسوس في مدينة الكرك في سنة 1926، وأنهى دراسته الثانوية العامة في مدرستها الثانوية سنة 1943. عمل مدرساً في مدينة ماحص مدّة أربع سنوات، ثم في صافوط والفحيص من 1942 حتى 1949. التحق بعدها بالقوّات المسلّحة الأردنية فرع الخدمات الطبية الملكية سنة 1949، وتقاعد سنة 1964 برتبة وكيل. وعاد بعد تقاعده إلى مسقط رأسه الكرك، وعمل بعد ذلك سكرتيراً للمحكمة الكنائسية فيها من 1966 حتى 1975. توفي فْي مسقط رأسه عام 1994.

## مهنته الأدبية
نظم نجيب القسوس الشعر وهو في سن الثالثة عشرة، وأخذ ينشر قصائده في بعض الصحف والمجلات المتوافرة آنذاك. له دراسات أدبية متعدّدة، منها: دراسة مطوّلة عن شعر رشيد زيد الكيلاني، ودراسات في فلسفة الديانة المسيحية، كما كتب دراسات في النقد الأدبي، والفلكلور الشعبي قدّمها على شكل مقالات في مجلّة أفكار، ومجلّة الفنون الشعبية، وفي صحيفة الرأي والدفاع. وله مساهمات في مجال البرامج التلفازيّة، والإذاعة الأردنية، وله آثار مخطوطة في الشعر.
من دواوينه المطبوعة أغنية الفجر، 1990 وملامح من التراث الشعبي في محافظة الكرك، دراسة فلكلورية، 1994.